# Iresioides ferox
Iresioides ferox är en skalbaggsart som beskrevs av Thomson 1858. Iresioides ferox ingår i släktet Iresioides och familjen långhorningar.
Artens utbredningsområde är Madagaskar. Inga underarter finns listade i Catalogue of Life.